# Mongoolse dollar
De Mongoolse dollar was de munteenheid van Mongolië tussen 1921 en 1925. Schatkistbiljetten werden uitgegeven onder Roman von Ungern-Sternberg in 1921. De coupures waren 10, 20, 50 en 100 dollar. Het was bedoeld om de Chinese yuan tegen pari te vervangen, maar was volgens Europese reizigers uit die tijd waardeloos. In 1924 werden er nog meer bankbiljetten gedrukt in coupures van 50 cent, 1, 3, 5, 10 en 25 dollar, maar deze werden niet uitgegeven.
De Mongoolse dollar werd, samen met andere circulerende valuta's, in 1925 vervangen door de Mongoolse tugrik.